# Garde-Colombe
Garde-Colombe község Franciaországban, Provence-Alpes-Côte d’Azur régió Hautes-Alpes megyéjében. Új községként 2016. január 1-jén Eyguians, Lagrand és Saint-Genis egyesítésével jött létre. E három korábbi település delegált község státusszal az új község része lett. Lakosainak száma 523 fő (2022. január 1.).

## Népesség
| Lakosok száma | 549  | 539  | 530  | 520  | 525  | 522  | 523  |
|               | 2016 | 2017 | 2018 | 2019 | 2020 | 2021 | 2022 |